# The Evil Eye (film fra 1920)
The Evil Eye er en amerikansk stumfilm fra 1920 af Wally Van og J. Gordon Cooper.

## Medvirkende
- Benny Leonard som Frank Armstrong
- Ruth Dwyer som Dora Bruce
- Stuart Holmes som Berton Bruce
- Walter Horton som David Bruce
- Marie Shotwell
- Rosita Marstini som Marcia Lamar
- Leslie King som Holy Joe The Money Lender
- Bernard Randall som Dopey Dick